# .cm
.cm – domena internetowa przypisana do Kamerunu.